# Jamuria
Jamuria é uma cidade e um município no distrito de Barddhaman, no estado indiano de Bengala Ocidental.

## Geografia
Jamuria está localizada a 23° 42′ N, 87° 05′ L. Tem uma altitude média de 111 metros (364 pés).

## Demografia
Segundo o censo de 2001, Jamuria tinha uma população de 129 456 habitantes. Os indivíduos do sexo masculino constituem 53% da população e os do sexo feminino 47%. Jamuria tem uma taxa de literacia de 58%, inferior à média nacional de 59,5%: a literacia no sexo masculino é de 67% e no sexo feminino é de 47%. Em Jamuria, 14% da população está abaixo dos 6 anos de idade.